# 李超 (1919年)
李超（1919年1月—2013年3月13日），原名吕潮，男，直隶（今河北）枣强人，中华人民共和国政治人物，曾任冶金工业部副部长，第三届全国人大代表。

## 生平
1919年1月，李超生于河北省枣强县大王常村。1936年3月，加入中国共产主义青年团，6月，加入中国共产党。
1937年7月，入陕北公学学习，肄业。1937年12月，任中共山西省长治县委书记。
1965年3月27日，国务院全体会议第一五四次会议通过，李超被任命为冶金工业部副部长，文革初期受迫害离职，1978年，恢复冶金部副部长职务。
2013年3月13日，因病于北京逝世。